# Llavorsí
Llavorsí ist eine katalanische Gemeinde (Municipio) mit 336 Einwohnern (Stand: 2024) in der Provinz Lleida im Nordosten Spaniens. Sie ist Teil der Comarca Pallars Sobirà. Die Gemeinde besteht neben dem namensgebenden Hauptort Llavorsí aus den Ortschaften Aidi, Arestuy, Baiasca, Montenartró, Romadriu und Sant Romá de Tabernoles. 

## Lage
Llavorsí liegt in den Pyrenäen etwa 105 Kilometer nordnordöstlich von Lleida in einer Höhe von ca. 810 m. Die Gemeinde wird vom Noguera Pallaresa durchflossen.

## Einwohnerentwicklung
| 1970 | 1981 | 1991 | 2001 | 2011 | 2021 |
| ---- | ---- | ---- | ---- | ---- | ---- |
| 622  | 422  | 350  | 353  | 382  | 342  |

## Sehenswürdigkeiten
- Burgruine
- Serniuskirche in Baiasca
- Annenkirche in Llavorsí
- Martinskirche von Arestui
- Marienkapelle in Biuse
- Stephanuskapelle von Montenartró

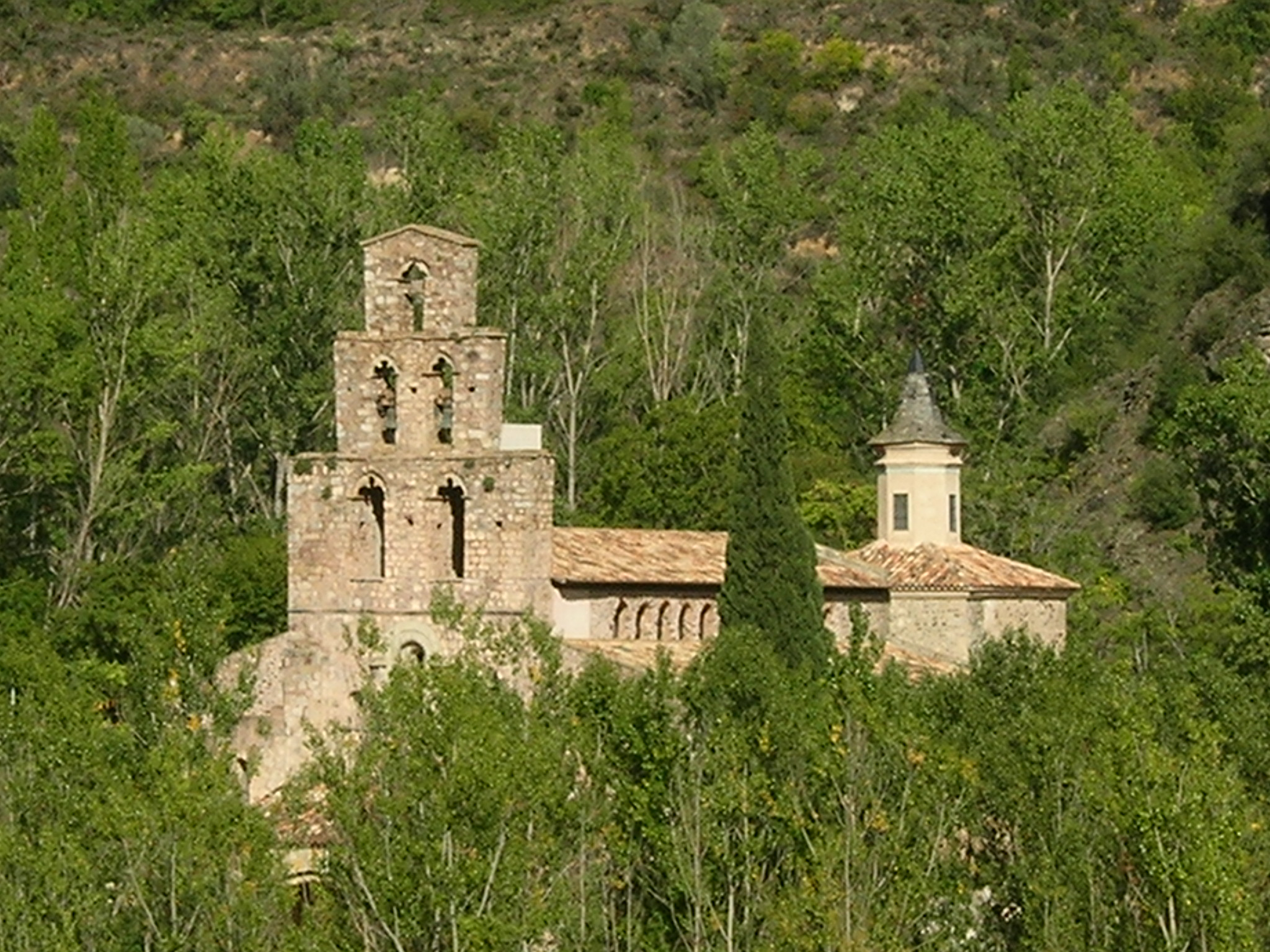
Kloster Santa Maria de Gerri
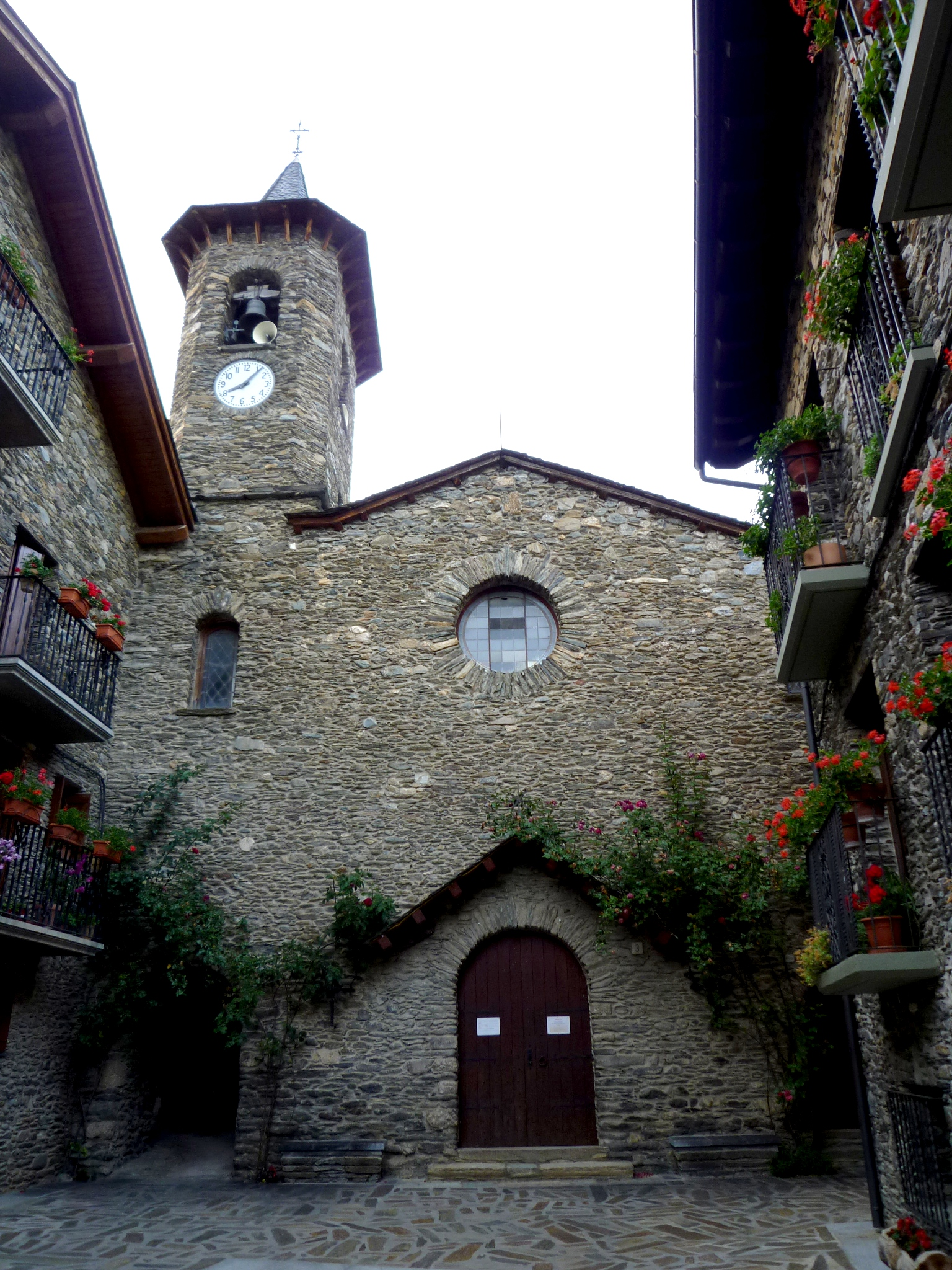
Annenkirche
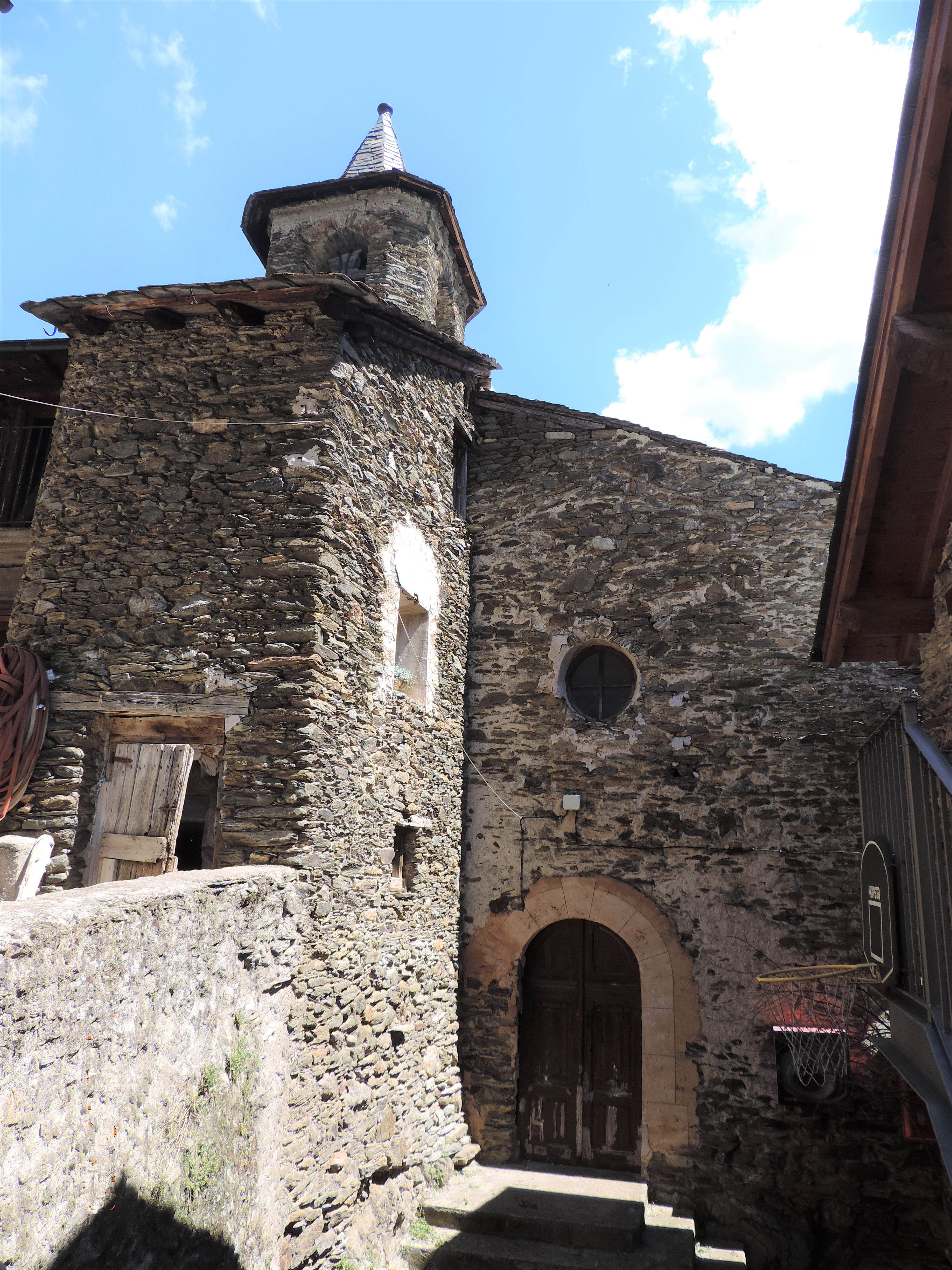
Martinskirche
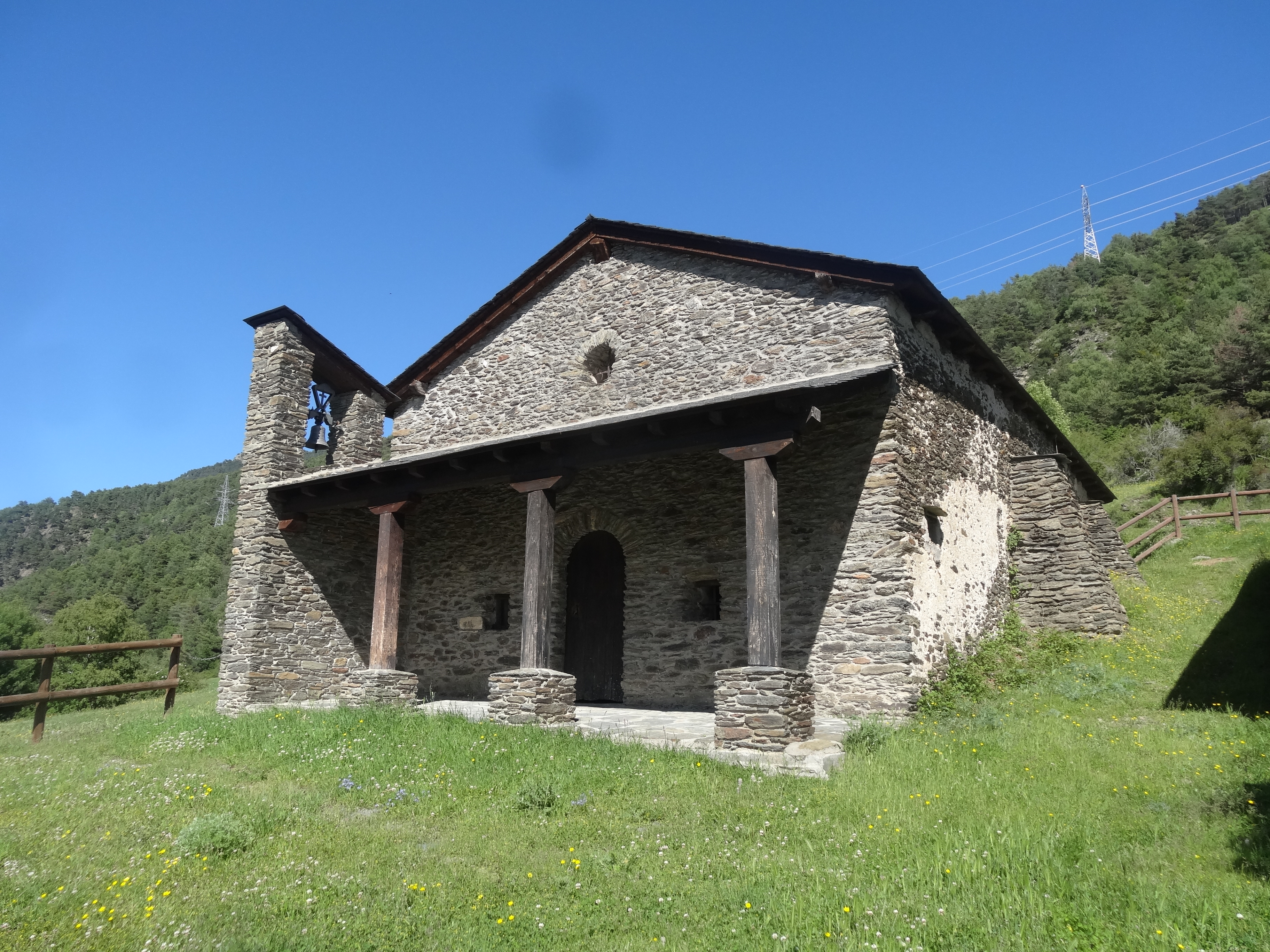
Marienkapelle
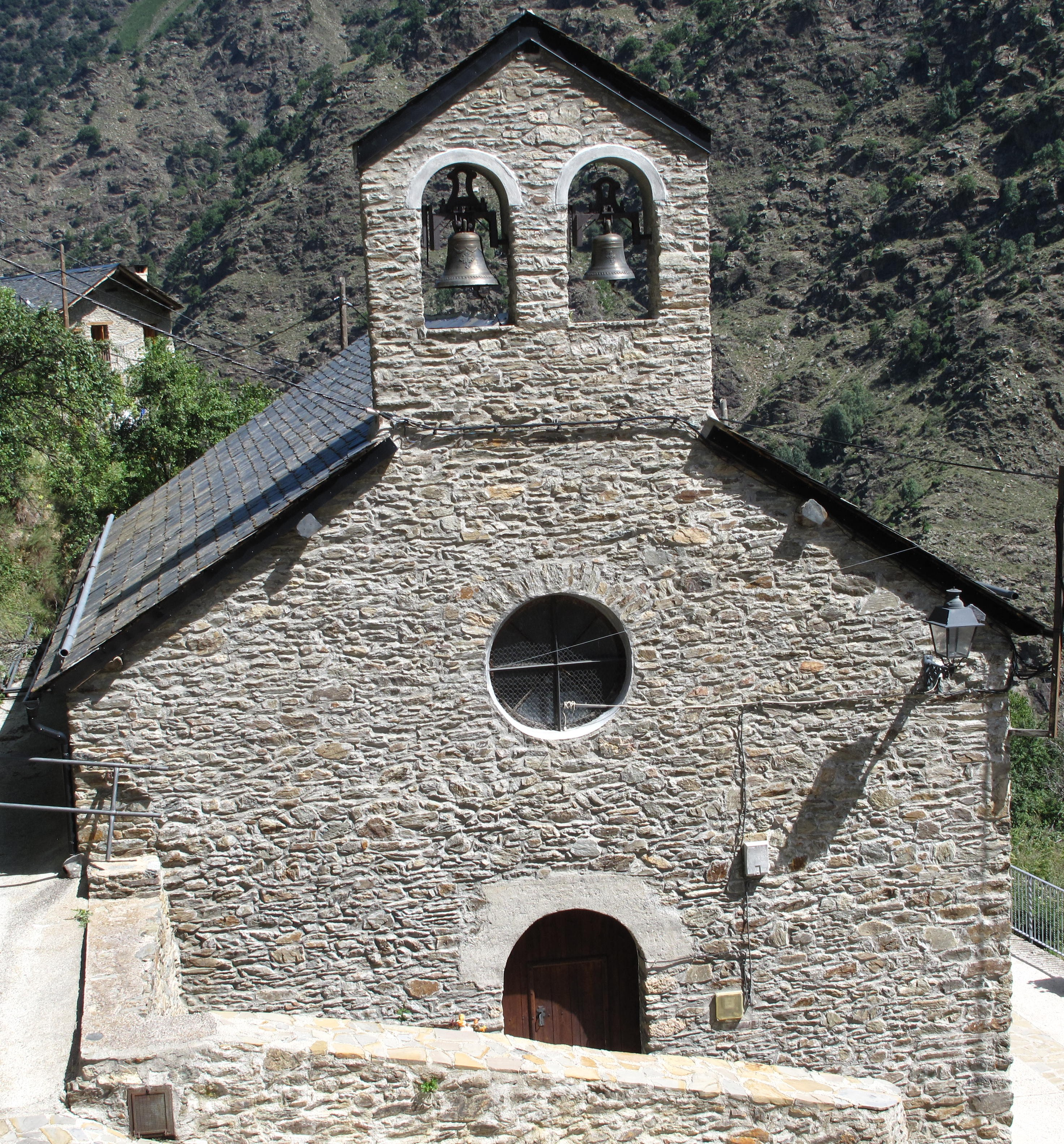
Stephanuskapelle

## Persönlichkeiten
- José Cano López (1956–2000), Fußballspieler (genannt Canito)